# پیتر کوشینگ
پیتر کوشینگ (انگلیسی: Peter Cushing؛ زاده ۲۶ مهٔ ۱۹۱۳ درگذشته ۱۱ اوت ۱۹۹۴) یک هنرپیشه اهل بریتانیا بود.
از فیلم‌ها یا برنامه‌های تلویزیونی که وی در آن نقش داشته‌است، می‌توان به داستان دو شهر، جنگ ستارگان اپیزود چهارم: امیدی تازه، هملت، دراکولا: شاهزاده تاریکی، ساده‌لوح در آکسفورد، نفرین فرانکشتاین و شمشیر شجاعت اشاره کرد.
همچنین او در فیلم اسکندر کبیر (۱۹۵۶) در نقش ممنن رودسی، در کنار ریچارد برتون ایفای نقش کرد. ممنن یکی از مبارزان داریوش سوم علیه اسکندر مقدونی بود که عرصه را برای اسکندر تنگ کرد اما در طی یک بیماری در گذشت.